# Sant'Annapelago
Sant'Annapelago è una località di montagna posta nell'alta Valle del Pelago vicino al crinale dell'Appennino Tosco-Emiliano, nonché un vivace centro turistico sia invernale che estivo che si trova ad un'altitudine media di 1.170 m nel comune di Pievepelago, in Provincia di Modena, nel cuore del Parco del Frignano.

## Geografia fisica

### Territorio
Nella zona su cui si sviluppa l’insediamento di Sant’Annapelago sono stati rinvenuti depositi glaciali a testimonianza dell’estensione e della presenza di ghiacciai durante l’ultima grande fase glaciale del Pleistocene. Erano presenti lingue glaciali provenienti dai monti Spicchio, Albano e dal Monte Giovo, quest'ultima occupava tutta la valle attualmente attraversata dal rio Fontanacce. Tutti i ghiacciai presenti nella zona insieme ai materiali morenici avrebbero provocato lo sbarramento della valle del Perticara con conseguente formazione di uno specchio lacustre, oggi scomparso.. L’erosione post-glaciale ha sollecitato numerosi fenomeni franosi, come la frana del 1896 che colpì la frazione.

### Orografia
La valle che accoglie Sant'Annapelago è delimitata a sud dal crinale appenninico che si sviluppa fra il Monte Rondinaio (1.964 m), il Monte Giovo (1.991 m), la Cima dell’Omo (1.859 m), le Cime di Romecchio (1.703 m), il Monte Albano (1.693 m), fino ad arrivare al Passo delle Radici. La valle è affacciata e rivolta verso il lato occidentale del Monte Cimone (2.165 m).

### Idrografia
La frazione è attraversata da numerosi torrenti, corsi d'acqua e bacini che vanno a formare l'insieme idrografico. Il torrente principale è il rio Perticara, che si congiunge con l'affluente, rio Fontanacce, al limite del centro abitato.

## Storia
Nel Medioevo la vallata di Sant’Annapelago era ricoperta da boschi e pascoli e nella zona esisteva soltanto un primo insediamento antropico: l’ospizio di San Leonardo, una stazione di sosta collegata all’antica viabilità storica che conduceva allo spedale di San Pellegrino in Alpe percorrendo le antiche vie di pellegrinaggio. Da un decreto del 1230 è possibile evincere come questo spedale fosse soggetto al Vescovo di Modena «De Perticalia Ospitale S.Leonardi citra Alpem De Plebatu Pelagi». La cappella di tale ospizio servì alle esigenze spirituali dei primissimi abitanti della frazione. L’edificio storico è oggi conosciuto come La Perticara.

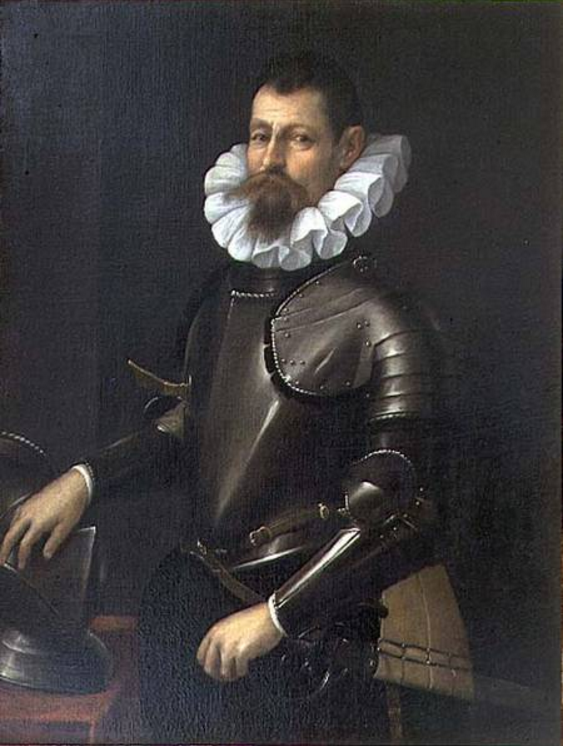
Cesare d'Este autorizzò la costruzione di uno dei primi edifici religiosi della comunità di Sant'Annapelago.

Il 14 settembre 1604 il Vescovo di Modena Gaspare Silingardi, in risposta all’istanza di un certo Valerio Mariani da Castelnuovo di Garfagnana, autorizzò la costruzione di un oratorio in località ‘Aguzzadora’ ove si potesse celebrare messa per gli abitanti della zona. Negli anni successivi l’oratorio fu lasciato in abbandono e perse le funzioni di culto per il quale fu costruito. Nonostante l’opposizione del rettore di Roccapelago, mediante un memoriale diretto a Cesare d'Este, Leonardo Bartolai, ottenne dal Duca nel 1628 l’autorizzazione al proseguimento della costruzione di un edificio religioso da destinarsi al culto nei pressi dell’ormai abbandonato oratorio dell’Aguzzadora. Nel 1629 in occasione della visita del Vescovo di Modena Alessandro Rangoni, in ritorno dalla Garfagnana, gli abitanti richiesero e acquisirono l'approvazione per il perfezionamento dell’oratorio affinché vi potessero essere celebrate cerimonie liturgiche. Nel 1636 Leonardo di Giovanni Bartolai e Alessandro di Domenico Dinelli furono eletti come mandatari per conseguire una formale licenza volta ad ottenere la possibilità di amministrare i sacramenti nel piccolo oratorio. Lo scopo definitivo della comunità, conosciuta come Casoni della Rocca del Pelago, era però quello di ottenere la totale separazione dalla chiesa di San Paolo e di erigere una parrocchia autonoma ed indipendente. Così il 4 settembre 1637 fu ufficializzata la costruzione della nuova chiesa parrocchiale dedicata a Sant’Anna anche perché l’oratorio dell’Aguzzadora era stato giudicato poco adatto ad ospitare una sede parrocchiale.
Eletto con voti unanimi il primo rettore della nuova comunità di Sant’Annapelago fu don Domenico Dinelli, abitante alla Torre, che godeva della fiducia e della stima delle famiglie residenti. I nuovi parrocchiani si accinsero quindi, sotto la guida del rettore e di un capo mastro milanese, alla costruzione del nuovo e tanto atteso edificio religioso. Sulla porta principale della nuova chiesa fu scolpita l’epigrafe «Deo optimo maximo homines a Casonis Rochae Pelagi hoc templum Divae Annae dicatum ope Ill.mi Domini Comitis Ioannis Antonii Montecuccoli faciendum curaverunt». Il primo marzo 1638 la chiesa di Sant’Anna fu benedetta mentre il giorno successivo fu officiata la prima celebrazione liturgica. Il 5 settembre 1651, dopo la visita di mons. Roberto Fontana fu ordinata per la prima volta la costruzione del campanile della chiesa.
Nel 1896 la frazione fu quasi interamente distrutta da una frana proveniente dal versante settentrionale del crinale. In tempi recenti il paese si è sviluppato grazie al turismo e grazie alla sua posizione strategico-commerciale sulla strada provinciale 324 del Passo delle Radici. Dall'epoca della sua costituzione, nella comunità di Sant'Annapelago vi sono stati: 505 abitanti nel 1696, 596 nel 1787, 682 nel 1827, fino a raggiungere il numero di 812 abitanti nel 1881.
L'illustre storico Venceslao Santi, originario di Sant'Annapelago, nel 1892 ha raccolto e ordinato tutte le memorie storiche del paese pubblicando un saggio di estrema importanza, si riportano a seguire le intenzioni di tale ricerca:
«Eppure anche Sant'Annapelago ha vicende e glorie sue proprie, meritevoli di essere conosciute specialmente dai giovani del luogo, affinché la presente e le future generazioni possano ricavarne norme ed eccitamenti ad amare sempre più la patria minore, non altrimenti che la patria grande. Imperocché quanto più gli esempi ci sono vicini di tempo e di luogo tanto più siamo proclivi a subirne l’influenza»

## Economia

### Turismo invernale

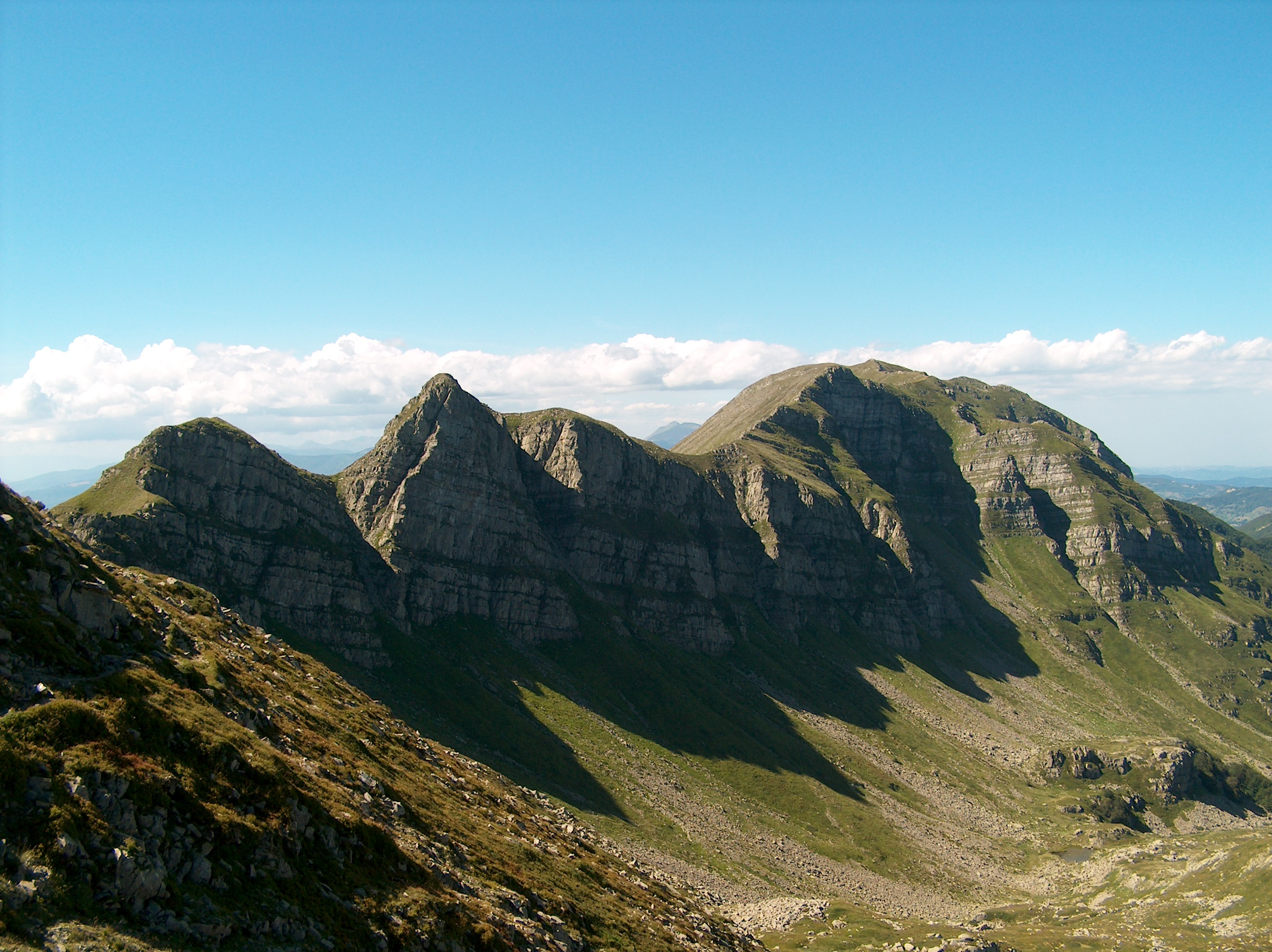
Il crinale appenninico nei pressi del Monte Giovo e Rondinaio.

Sant'Annapelago è sede dell'omonima stazione sciistica attrezzata con due seggiovie biposto, una sciovia e un tappeto di risalita coperto che servono 12 km di piste di diverse difficoltà. Lungo la seggiovia I Ghiacci si sviluppa uno snow park di 1,5 km con 2 linee per principianti ed 1 linea media/difficile. Al centro del paese, presso l'area dei campi sportivi sorge un anello di 3 km dedicato allo sci nordico per metà innevato e illuminato artificialmente. Nel febbraio 1968 Sant'Annapelago è stata sede dei Campionati Italiani Assoluti Prove Nordiche.
La località è sede dello storico Sci Club Sant'Annapelago fondato nel 1952 che negli anni ha visto affermarsi in ambito nazionale ed internazionale i suoi atleti fra i quali si ricorda l'azzurro Palmiro Serafini che partecipò ai X Giochi Olimpici Invernali di Grenoble e a numerosi trofei nazionali ed internazionali che si svolsero in Norvegia e Svezia.

### Turismo estivo
Per il turismo estivo sono presenti numerosi sentieri escursionistici, connessi con la rete del C.A.I. diretti, ad esempio, verso i Piani delle Acque Chiare, la storica Via Vandelli, il rifugio Poggio Scorzatello, i Diacci, lo storico passo del Saltello, il Crinale con la Grande escursione appenninica, i laghi e le principali cime. Esistono inoltre percorsi adatti a tutti i tipi di sport fra cui il trekking, la mountain bike e la canoa. Dal centro del paese si snoda un'escursione tematica ad anello che si muove sugli antichi sentieri dei boscaioli e dei carbonai che consente di ammirare 5 bellissime cascate fra le quali: Cascata del Rioo, Cascata della Bandita, Cascata di Sassorso, Cascata del Terzino, la Cascadora e il Pozzo del Pisano.

## Clima
Il clima di Sant'Annapelago è tipico delle vallate appenniniche settentrionali, con inverni rigidi ed estati fresche. Per le analisi climatiche si richiamano i dati registrati nella vicina Stazione meteorologica di Pievepelago e nella Stazione meteorologica del Monte Cimone.

## Cultura

### Istruzione
Il sistema scolastico ha origini molto antiche. Tra gli istituti di istruzione pubblici in paese è presente una Scuola Primaria che fa parte dell'Istituto Comprensivo di Pievepelago.

### Cucina

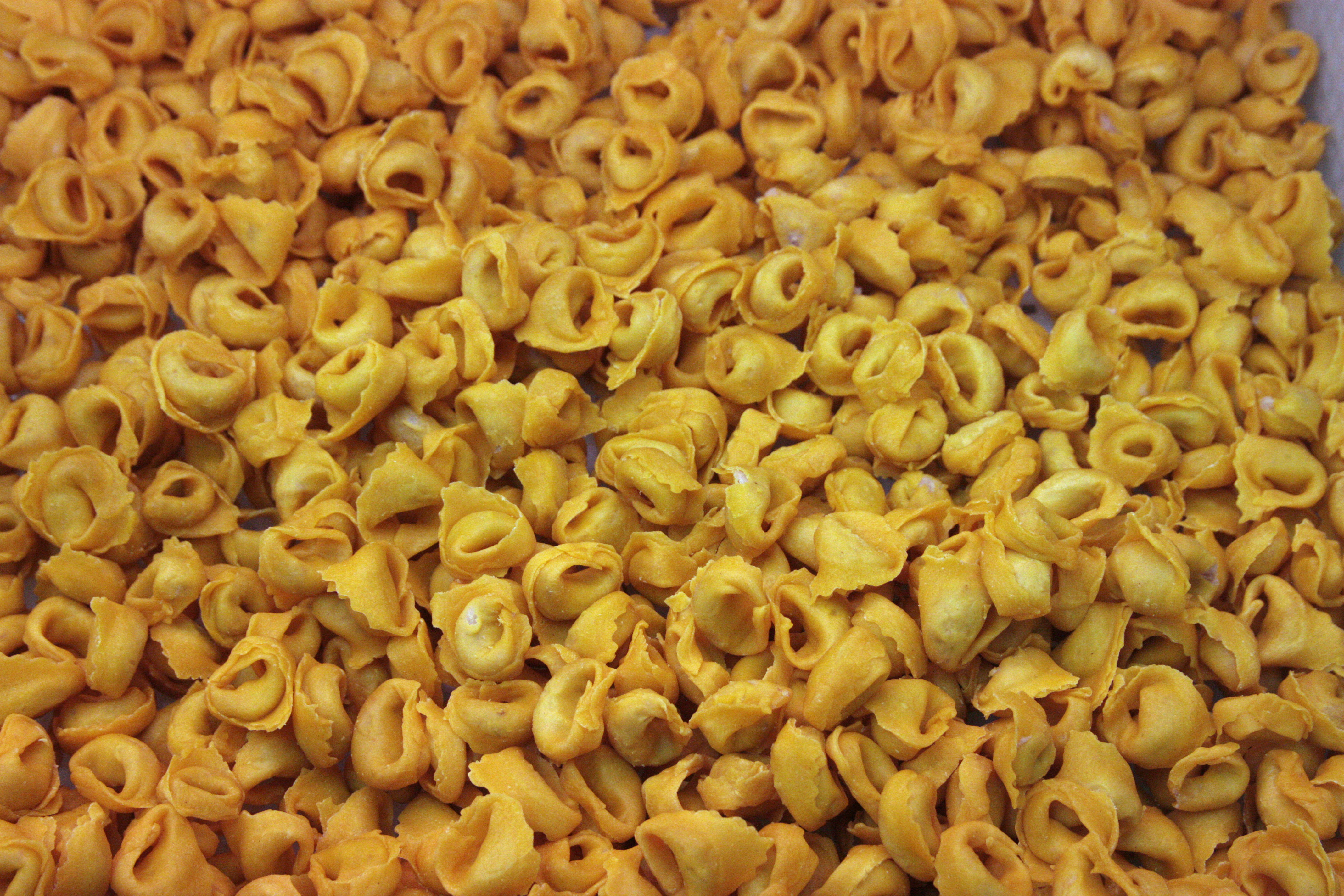
Tortellini modenesi.

La cucina locale è fortemente legata alla tradizione emiliana, sono presenti inoltre alcuni influssi gastronomici con la vicina Garfagnana.

### Musica
Nell'inverno 1973/1974 è nato il Coro Valle del Pelago che negli anni si è esibito in contesti nazionali ma anche internazionali come Vienna (1987) e Stati Uniti (1992). Il coro si esibisce da oltre quaranta anni con canti della tradizione montanara come i Canti Alpini e i canti della tradizione popolare.

### Il Maggio
All'interno della ricca monografia dedicata a Sant'Annapelago, Venceslao Santi, raccoglie il più cospicuo corpus di testi legati alla tradizione del maggio lirico sacro. Così l'autore descrive questa tradizione antica: «Consiste esso in una specie di lauda che ad immemorabili si canta, andando di casa in casa, ogni anno, ordinariamente nell'ultima settimana di maggio o nella prima di giugno». L'origine del maggio si inserisce quindi nel contesto di feste e di riti legati al risveglio della natura dopo il lungo inverno ed è un genere teatrale che spazia fra rappresentazioni che vanno dalla Bibbia ai poemi omerici, dai romanzi cavallereschi fino ai temi di storia come La morte di Luigi XVI che si svolse il 4 luglio 1819 a Sant'Annapelago in piena epoca di restaurazione.

## Eventi e feste
La manifestazione invernale più importante è la tradizionale Mascherata dell’Epifania che si svolge ogni anno il 5 gennaio. Questo evento è uno dei più originali e più antichi del paese e di tutto l’Appennino Modenese: un corteo di personaggi in maschera, insieme a carri allegorici ispirati a favole, tradizioni popolari e attualità sfila fra le vie del paese illuminato per l’occasione. La tradizione vuole che la Befana giunga dalla strada che collega Sant’Annapelago alla vicina Toscana.
IL 26 luglio nella frazione si festeggia Sant'Anna, una festa religiosa fortemente legata anche alla tradizione culturale del paese.
Nel mese di settembre nel paese si svolge la Festa del fungo porcino, animano il centro artigiani e agricoltori locali con degustazioni e dimostrazioni legate alla tradizione contadina di montagna. Nell’occasione si svolge un concorso aperto a tutti che premia il fungo porcino più pesante.
Nei giorni di San Martino è tradizione ritrovarsi in piazza davanti ad un fuoco per assaggiare le prime castagne raccolte nelle zone limitrofe.
Per il giorno di pasquetta i più piccoli si ritrovano in piazza per la manifestazione Coccin concetto, un evento ludico tipico della tradizione di Sant’Annapelago: due giovani contendenti puntano a vicenda due uova sode colorate fin quando una delle due non si rompe, vince colui che mantiene intatto il proprio uovo.

## Infrastrutture e trasporti

### Strade
Il paese è servito dalla viabilità di interesse provinciale con la SP 72 del Passo delle Radici che collega l'alta valle del Reno con la Garfagnana. Sant'Annapelago dista circa 15 km dalla località sciistica dell'Abetone e dagli impianti sciistici del Comprensorio del Cimone, circa 78 km da Modena, circa 65 km da Sassuolo, circa 70 km da Lucca, Forte dei Marmi e Pistoia e circa 100 km dagli aeroporti di Bologna e di Pisa.

### Ferrovie
A 25 km da Sant'Annapelago è presente la Stazione di Castelnuovo di Garfagnana connessa alla linea ferroviaria Lucca-Aulla.

### Trasporto pubblico
La frazione è servita dal sistema di mobilità pubblica gestito dalla Società Emiliana Trasporti Autofiloviari.

### Viabilità storiche
Data la posizione strategica della frazione numerose sono le viabilità storiche che attraversano la valle di Sant'Annapelago, si segnalano la Via Bibulca e la Via Vandelli.

## Curiosità
Sant'Annapelago è citata da Francesco Guccini nell'introduzione della canzone Statale 17 nella versione incisa in Album concerto.
Dal 2015 il paesaggio montano che circonda il paese è stato scelto da una nota azienda di prodotti alimentari per uno spot e per una campagna pubblicitaria in onda sulle reti televisive nazionali e sui principali canali di divulgazione.
Antica tradizione popolare degli abitanti di Sant'Annapelago era quella di parcheggiare asini, muli o cavalli davanti all'ingresso di attività commerciali o luoghi di aggregazione. Tale usanza serviva in primo luogo per controllare l'animale ed inoltre per segnalare la propria presenza ad altri paesani, i quali, a sua volta, si fermavano per passare il tempo. Oggi tale tradizione viene tramandata dalle nuove generazioni con i nuovi mezzi di locomozione, (autoveicoli, trattori o mezzi d'opera) con relativi problemi con il codice della strada.
Da qui nasce il termine "posteggio alla santannese" conosciuto in Appennino Tosco-Emiliano per descrivere un parcheggio "selvaggio".
Usanza popolare degli abitanti di Sant' Annapelago tuttora in essere, è quella di ordinare al bancone del bar una "Cagnetta".
Ordinando una "Cagnetta" l'Oste di turno servirà in un bicchiere da osteria (220 ml) della birra chiara.
Perché si ordina una Cagnetta ?
Visto il lungo tempo di permanenza nelle osterie degli abitanti di Sant' Annapelago, gli stessi per cercare di assumere meno alcol ma nello stesso tempo avere sempre il bicchiere mezzo pieno, è diventata usanza richiedere in osteria/bar una quantità che fosse inferiore a una "birra piccola", mezza pinta (circa 290mm).
Etimologia della parola "Cagnetta"
La leggenda narra che il nome "Cagnetta" derivi da un paesano di rientro da un viaggio Spagna, dove per ordinare un bicchiere normale di birra si richiede una "Caña" (pronunciato Cagna). Tornato al paese si recò al bar per raccontare il viaggio e cosa avesse appreso della lingua spagnola, lo stesso al bancone ordino una "Caña" (Cagna) piccola piccola" ma suonava male e italianizzando la parola diventó "Cagnetta". Una birra servita in un bicchiere da 220 ml.